# Aerobiologia
Aerobiologia (aero- + biologia – gr. bíos ‘życie’ + lógos ‘nauka’) - nauka zajmująca się badaniem cząsteczek biologicznych w powietrzu atmosferycznym. Jest to nauka interdyscyplinarna związana z różnymi dziedzinami wiedzy m.in. botaniką, palinologią, mykologią, fenologią, meteorologią i alergologią. Jej rozwój ma związek z obserwowanym na całym świecie, także w Polsce gwałtownym wzrostem zachorowań na alergie wywoływane przez ziarna pyłku. Stanowią one największą część bioaerozolu znajdującego się w powietrzu.